# Монреальская подстава

«Облом (или Подстава)» — рефери Эрл Хебнер по приказу Винса Макмэна звонит в колокол, когда Шон Майклз держит в болевом захвате Брета Харта, хотя Харт не сдавался.

«Монреальская подстава» или «Монреальский облом» (англ. Montreal Screwjob) — печально известный несценарный инцидент в рестлинге, который произошёл 9 ноября 1997 года на шоу Survivor Series в «Молсон-центре» в Монреале, Канада. Винс Макмэн (владелец World Wrestling Federation) и его сотрудники тайно манипулировали исходом матча между Бретом Хартом, действующим чемпионом WWF, и Шоном Майклзом. Манипуляция произошла без ведома Харта, в результате чего он проиграл титул Майклзу в своём последнем матче WWF перед уходом в конкурирующую организацию World Championship Wrestling (WCW). Принято считать, что Харта, который был одним из самых продолжительных и популярных рестлеров WWF всех времён, «Подставили», это было предательством.
Харт выиграл титул чемпиона WWF на SummerSlam в августе 1997 года. За неделю до Survivor Series Харт, выступавший в WWF с 1984 года, подписал контракт о переходе в WCW с декабря 1997 года. Макмэн пытался предотвратить уход Харта из компании в качестве чемпиона, но Харт не хотел уступать титул Майклзу (с которым у него была долгая вражда как на экране, так и вне его) на Survivor Series в его родной Канаде. Харт, Майклз и Макмэн пришли к соглашению, согласно которому матч Survivor Series закончится дисквалификацией, в результате которой Харт сохранит титул. Харт должен был потерять или лишиться титула позднее. Однако Макмэн без ведома Харта решил, что титул на Survivor Series достанется Майклзу. Существуют разные мнения о том, кто именно был вовлечён в этот план и какова была степень их участия. План был приведён в исполнение: рефери матча Эрл Хебнер по прямому приказу Макмэна закончил матч, когда Майклз удерживал Харта в захвате «Снайпер» (фирменном финишном приёме Харта), хотя Харт не сдавался. Майклз был объявлен победителем и новым чемпионом WWF.
«Монреальская подстава» получила печально известное наследие как на экране, так и вне его, и была частично освещена в документальном фильме «Хитмэн Харт: Борьба с тенями» (1998). Далеко идущие последствия этого инцидента привели к тому, что он стал темой матчей и сюжетов WWF, и к созданию персонажа Мистер Макмэн, злого высокомерного босса. Многие поклонники рестлинга и некоторые представители бизнеса считают, что весь этот инцидент был тщательно продуманной схемой, выполненной в сотрудничестве с Хартом. Тем не менее, Харт был изгнан из WWF, а Макмэн и Майклз продолжали получать гневные отклики от канадских зрителей в течение многих лет. WWF и WCW, а также другие организации рестлинга, исполняли воссоздание этого инцидента, в том числе в рамках первого выступления Харта на PPV WCW Starrcade, и на WWF на Survivor Series в следующем 1998 году.
Харт и Макмэн позже помирились, и Харт был введён в Зал славы WWE 1 апреля 2006 года. В эпизоде WWE Raw от 4 января 2010 года Харт, впервые появившись на шоу WWE после Survivor Series 1997 года, долго обсуждал с Майклзом «Монреальскую подставу» и другие события их прошлого, и согласился заключить перемирие, положив конец инциденту спустя более чем 12 лет. Харт победил Макмэна на WrestleMania XXVI в матче без правил, построенном на затянувшейся неприязни после «Подставы». Сценарист Майк Джонсон назвал поединок Survivor Series 1997 года, в котором произошла «Подстава», «возможно, самым обсуждаемым матчем в истории рестлинга».

## Уход Брета Харта из WWF

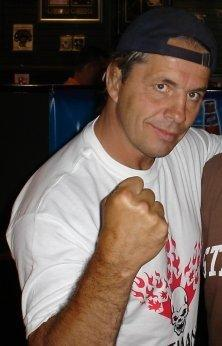
Брет Харт

На момент событий облома Брет Харт являлся 14-летним ветераном в стенах WWF, впервые попав в промоушен в 1980-х годах в составе команды «Основание Хартов» вместе со своим шурином Джимом Нейдхартом и менеджером Джимми Хартом. После того, как команда дважды становилась командными чемпионами WWF (отделившись от Джимми Харта и став фейсами между чемпионствами), Харт добился огромного успеха как сольный исполнитель в 1990-х годах, дважды выиграв интерконтинентальное чемпионство WWF, а затем пять раз становился чемпионом WWF. После WrestleMania XII, между своим третьим и четвёртым чемпионствами, Харт взял семимесячный отпуск в компании, в течение которого он рассматривал предложения о контракте как от WWF, так и от его конкурента, WCW. В октябре 1996 года Харт отклонил трехлетнее предложение WCW на сумму 8,4 миллиона долларов, вместо этого решив подписать беспрецедентную 20-летнюю сделку, предложенную Винсом Макмэном, которая обещала сделать его самым высокооплачиваемым рестлером в компании и обеспечить ему важную роль в руководстве компании после завершения карьеры рестлера. И Харт, и WWF рассматривали контракт как выражение взаимной лояльности.
Однако к середине 1997 года WWF столкнулся с финансовыми трудностями из-за жесткой конкуренции со стороны WCW, которая стала крупнейшим промоушеном реслинга в США. В то же время Макмэн планировал сделать WWF публичной компанией (хотя WWF вышла на биржу только 1999 году), что потребовало от него минимизации любых долгосрочных финансовых обязательств.
За несколько месяцев до Survivor Series 1997 года у Харта и Шона Майклза было несколько закулисных споров, кульминацией которых стала драка перед шоу в Хартфорде, Коннектикут (после того, как Майклз публично обвинил Харта в романе с Санни), в результате которой Майклз был отстранен на два месяца. После шоу в Сан-Хосе, Калифорния, 12 октября 1997 года Харт утверждал, что говорил с Майклзом о том, что нужно быть профессионалом и доверять друг другу на ринге; Харт якобы сказал, что без проблем проиграет Майклзу, если Макмэн его попросит. Он также утверждал, что когда Майклс ответил, что он «не хотел бы делать то же самое» с Хартом, Харт был шокирован и разозлился. Это привело к прямому отказу Харта проиграть чемпионство WWF Майклзу на pay-per-view в Монреале, хотя в документальном фильме Харта он заявляет Макмэну, что он с радостью отказался бы от пояса, но не в Канаде. Однако в своей собственной автобиографии Майклз опроверг утверждение Харта, заявив, что он бы чисто проиграл Харту, если бы этого требовали сюжетные линии (хотя другие, в том числе Джим Корнетт в различных интервью для съемок, часто опровергали это, говоря, что они знали из первых рук, что Майклз не собирался проигрывать Харту вчистую). Майклс также отметил, что в прошлом он несколько раз проигрывал Харту вчистую, особенно в первом в истории WWF матче с лестницами на записи Wrestling Challenge 21 июля 1992 года (который впоследствии был выпущен на многочисленных кассетах WWF) и в главном событии Survivor Series 1992 года. Майклс также проиграл Харту в матче в стальной клетке в декабре 1993 года.
Макмэн считал, что сделал правильный выбор, настаивая на возвращении Харта, что не позволило ему перейти в WCW в 1996 году. Однако к 22 сентября 1997 года финансовые проблемы WWF достигли небывало высокого уровня. Макмэн начал откладывать выплаты Харту, утверждая, что WWF находится в «финансовой опасности». В это время Макмэн пересмотрел планы WWF на будущее и сделал ставку на Стива Остина, Гробовщика и D-Generation X в периоде, который позже назовут «Эпохой отношения» (англ. Attitude Era). В планы WWF Харт не входил, поэтому Макмэн посоветовал Харту возобновить переговоры с WCW.
В то время как Харт рассматривал предложение тогдашнего президента WCW Эрика Бишоффа, Макмэн сообщил Харту, что WWF будет соблюдать его контракт, если он решит остаться. Но когда Харт поговорил с Макмэном о планах на будущее и сюжетных линиях, он был разочарован ответом Макмэна и тем, что он посчитал скудными предложениями. В то время Харту казалось, что его карьера была подорвана изменениями в его персонаже, который был переделан в антиамериканского канадского националиста; в результате он вызвал значительный гнев американской аудитории, но остался героем в своей родной Канаде, а также во всей Европе. В результате он не был ни героем, ни злодеем, и поэтому его нельзя было должным образом втянуть во вражду с другими рестлерами с более конкретными персонажами. Харт также был недоволен переходом Макмэна к более спорной тематике, которая станет основным продуктом компании в эпоху Attitude.
Убедившись, что планы Макмэна на будущее не включают его, Харт ушел из WWF и подписал соглашение с WCW, которая 1 ноября 1997 года предложила ему крупный контракт на 3 миллиона долларов в год. Подписание Хартом соглашения с WCW заставило Макмэна беспокоиться о возможности того, что Харт выступит в WCW, оставаясь чемпионом WWF. Харт спросил Макмэна, будут ли над ним издеваться после ухода в WCW, как это произошло с другими рестлерами, которые перешли в WCW из WWF (например, Халк Хоган и Рэнди Сэвидж, известные под именами «Хакстер» и «Начо Мэн» соответственно в скетчах про «Миллиардер Теда» в начале 1996 года, а также то, что Рик Богнар и Гленн Джейкобс изобразили персонажей Рейзора Рамона и Дизеля соответственно, персонажей, которые прославились как Скотт Холл и Кевин Нэш, когда они присоединились к WCW позже в 1996 году). Макмэн заверил его, что ничего подобного не произойдет. Несмотря на это, в ночь после «Монреальской подставы» на Monday Night Raw группировка D-Generation X показала сегмент, в котором насмешливо повторила матч между Майклзом и Хартом, с маленьким человеком в костюме Харта.

## Передача титула

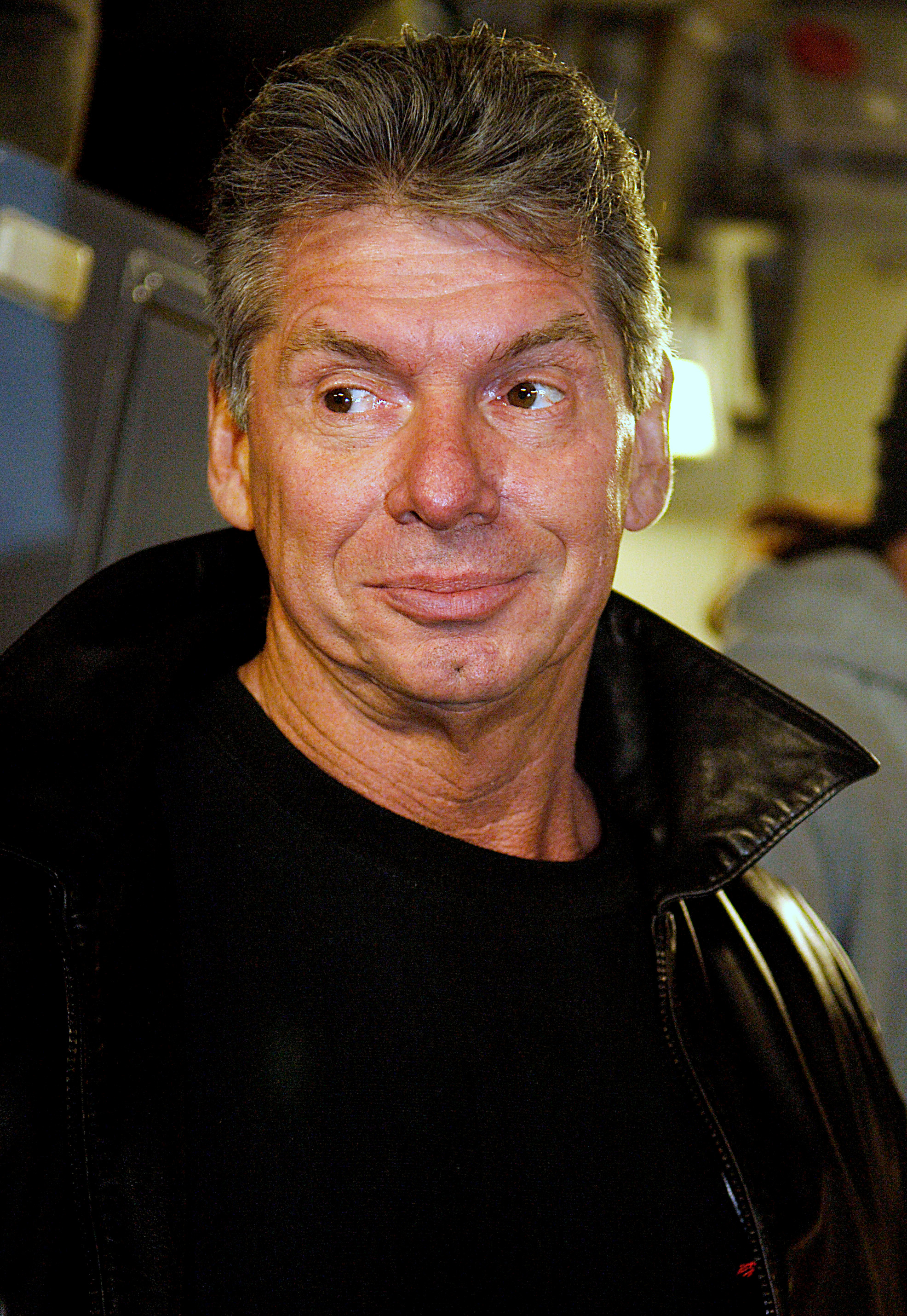
Винс Макмэн

Неизбежный переход Харта в WCW создал напряженную ситуацию, поскольку выиграв чемпионство WWF на SummerSlam 1997 года у Гробовщика, где Майклз был специальным приглашенным судьей. В конце матча Харт плюнул Майклзу в лицо, а затем Майклз замахнулся стальным стулом в сторону Харта, который пригнулся, и стул сбил Гробовщика с ног. Харт удерживал Гробовщика, а Майклз неохотно выполнял отсчёт «три».
Контракт Харта с WCW должен был вступить в силу 5 декабря, через месяц после ежегодного шоу Survivor Series, которое должно было состояться в Монреале. Шон Майклз, лидер развивающейся группировки D-Generation X, был приглашен на титульный матч главного события с Хартом на этом шоу. Макмэн, желая, чтобы Харт отказался от титула, попросил его согласия на работу у Майклза. Харт, однако, отказался отдавать титул члену Kliq (группы, в которую входили Майклс, Кевин Нэш, Скотт Холл, Хантер Херст Хелмсли и Шон Уолтман, которые ранее обладали огромным закулисным влиянием), очевидно, защищая остальную часть раздевалки. В рамках сюжетной линии их соперничества Майклз неоднократно совершал действия, оскорбляющие канадский флаг и канадских фанатов, что расстраивало Харта.
Поклонники рестлинга также знали о давних личных разногласиях Харта с Майклзом — Харт был возмущен тем, что Майклз лишился чемпионства WWF в феврале 1997 года, что разрушило планы на матч—реванш Харт-Майклз на Рестлмании 13, где Майклз, ожидаемо, проиграет титул Харту. Харт также считал, что Майклс симулировал травму колена и говорил о серьёзной операции только для того, чтобы отказаться от запланированного матча. В то время как Майклс опроверг слухи о том, что он не хотел проигрывать Харту, и действительно, Харт выиграл титул вскоре после того, как Майклз отказался от него. Харт был уверен, что Майклз не предложил бы проигрыш взамен, если бы остался в WWF. Эти двое были вовлечены в настоящую драку после того, как Майклс намекнул, что у Харта был роман с валетом WWF Санни. Недавнее соперничество в сюжетной линии также привело к тому, что Майклз сделал оскорбительные замечания об отце Харта Стю Харте, что расстроило Брета и других членов семьи Харт. Предложение Макмэна Харту контракта на сумму около 3 миллионов долларов в 1996 году, как сообщается, также расстроило Майклза.
Макмэн по-прежнему настаивал на том, чтобы Харт отказался от титула, так как владелец WWF беспокоился из-за того, что Харт предпримет такой же шаг, как это сделала бывшая сотрудница компании Дебра Микели. Большую часть своей карьеры, Микели ветеран женского рестлинга, выступала под именем Мадуса и во время своего пребывания в WWF в 1993—1995 годах выступала как Аландра Блейз, выиграв Чемпионство WWE среди женщин, однако она забыла продлить свой контракт когда он истек, и Микели подписав контракт с WCW, все ещё являясь чемпионкой среди женщин. Когда она впервые появилась на понедельном выпуске WCW Nitro, Мадуса высмеяла свое время пребывания в WWF и принесла свой титульный пояс с собой в программу, где в прямом эфире выбросив его в мусорное ведро. Также, несмотря на заявления Бишоффа, Макмэн опасался повторения о таких вещах как юридические проблемы между WWF и WCW помешают и предпочел бы, чтобы Харт присоединился к WCW с «чистого листа».
Харт всячески продолжал отказываться передавать титул Майклзу, предлагая потерять титул в любом месте Соединенных Штатов до Survivor Series или передать титул Макмэну в эпизоде Monday Night Raw на следующий день после Survivor Series в Оттаве, Онтарио, Канада. После нескольких разногласий, Макмэн, Майклз и Харт согласились с идеей о дисквалификации, что стало бы результатом драки между союзниками Харта: Оуэном Хартом, Джимом Нейдхартом и Дэви Боем Смитом с союзниками Майклза Triple H и Чайной, который вмешался бы в матч, на помощь Майклзу. Затем Харт потеряет или лишится титула позже, так как он не должен был стартовать в WCW до декабря. Харт также попросил и получил разрешение Макмэна на возможность объяснить свои действия, свой характер, похвалить Макмэна и WWF и, таким образом, расстаться в хороших отношениях с компанией и фанатами.
Однако в дни, предшествовавшие Survivor Series, Макмэн пересмотрел это решение. Слухи о предстоящем уходе Харта из компании просочились к фанатам и источникам новостей о реслинге. Макмэн был обеспокоен тем, что разрешение Харту оставаться чемпионом после шоу Survivor Series вызовет проблемы, и полагал, что Бишофф все ещё склонен делать все возможное, чтобы попасть под кожу Макмэна, и Макмэн подумал, что он, скорее всего, упомянет подписание Харта в WCW на Nitro следующей ночью (что-то сказал Бишофф не произошло бы при обычных обстоятельствах). Кроме того, у Бишоффа была бы часовая фора перед Макмэном из-за того, что Нитро выйдет в прямой эфир в 8:00 вечера, чего было бы более чем достаточно, чтобы объявить о прибытии Харта в WCW. Поэтому Макмэн чувствовал, что ему нужно найти способ превентивно лишить Харта титула.

## Установка и выполнение

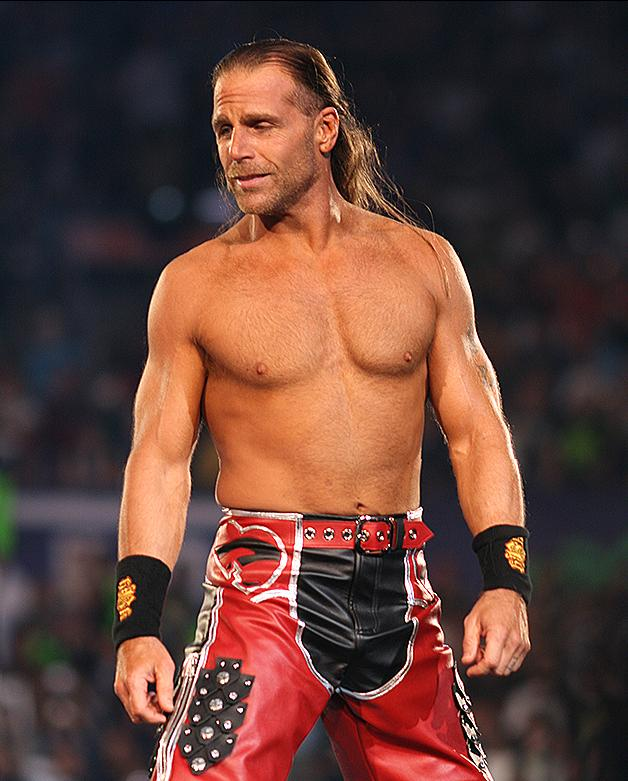
Шон Майклз

8 ноября 1997 года, за день до Survivor Series, Макмэн встретился с Пэтом Паттерсоном и Майклзом в гостиничном номере Монреаля, где планировали облом. Неизвестно, сколько ещё людей знало о готовящемся предательстве, но близкий помощник Макмэна Джеральд Бриско тоже принимал участие в его планировании. Джим Росс настаивал на том, что он не знал, что произойдет подобная авантюра, хотя многие, включая различных членов семьи Харта, думали, что он тоже был замешан. Но Росс заявляет, что даже Джерри Лоулер не знал заранее о том, что будет совершен облом. Чтобы обсудить организацию и план на матч, Харт и Майклз встретились с Пэтом Паттерсоном, во время которого Харт согласился позволить Майклзу поместить его в Шарпшутер в то время, когда судья будет без сознания, как и предложил Паттерсон.
Остальная часть матча планировалась таким образом: Харт схватит Майклза за ногу и изменит захват, поставив его в Шарпшутер. Майклс сдался бы в удержание, но судья все ещё был бы без сознания. Харт отпускал захват, чтобы попытаться привести в чувство рефери, но Майклс ударял Харта своим финишером, Sweet Chin Music, и сделал бы удержание. Затем второй судья выбегал на ринг, а за ним следовали Оуэн Харт, Джим Нейдхарт и Дэйви Бой Смит. Второй судья начал бы отсчет, но Оуэн и Дэйви Бой сломали бы удержание. Затем первоначальный судья приходил в себя и начинал отсчет, но Харт выгнал бы их всех, продолжая ещё около пяти минут драки, которая приводила бы к дисквалификации.
В своем документальном фильме 1998 года «Хитман Харт: Борьба с тенями» (англ. Hitman Hart: Wrestling with Shadows) Харт рассказывает, что его страхи в значительной степени развеялись, потому что он был близким другом судьи Эрла Хебнера который ему безоговорочно доверял. На вопрос Харта Хебнер поклялся своими детьми, что он никогда не обманет Харта и что он скорее уволится с работы, чем будет участвовать в этой дурацкой авантюре. Однако, согласно рассказу Майклза о событиях в его автобиографии 2005 года «Разбитое сердце и триумф: история Шона Майклза» (англ.Heartbreak and Triumph: The Shawn Michaels Story), что сам Майклз сообщил Хебнеру о плане только в воскресенье вечером, как раз когда должно было начаться шоу Survivor Series. Это противоречило тому, что сказал Хебнер в выпуске WWE Confidential 2003 года, утверждая, что он впервые узнал о плане Макмэна всего за десять минут до окончания матча., и в панике, последовавшей за звоном колокола, он выбежал с ринга пробираясь сквозь толпу, после чего заперся на ночь в своем гостиничном номере, отказываясь с кем-либо разговаривать.
Напряжение и волнение были высокими, когда рестлеры и официальные лица собрались на Survivor Series. Харт был встревожен окончанием матча и был предупрежден о возможности провала его шурином и членом Основанием Харта Дейви Боем Смитом, а также Вейдером, который сталкивался с подобными ситуациями во время своей карьеры в Японии. Они посоветовали Харту быть начеку, не лежать на спине слишком долго, немедленно отказаться от отчета, чтобы избежать быстрого отчета, и не позволять помещать себя в захваты и удержания.

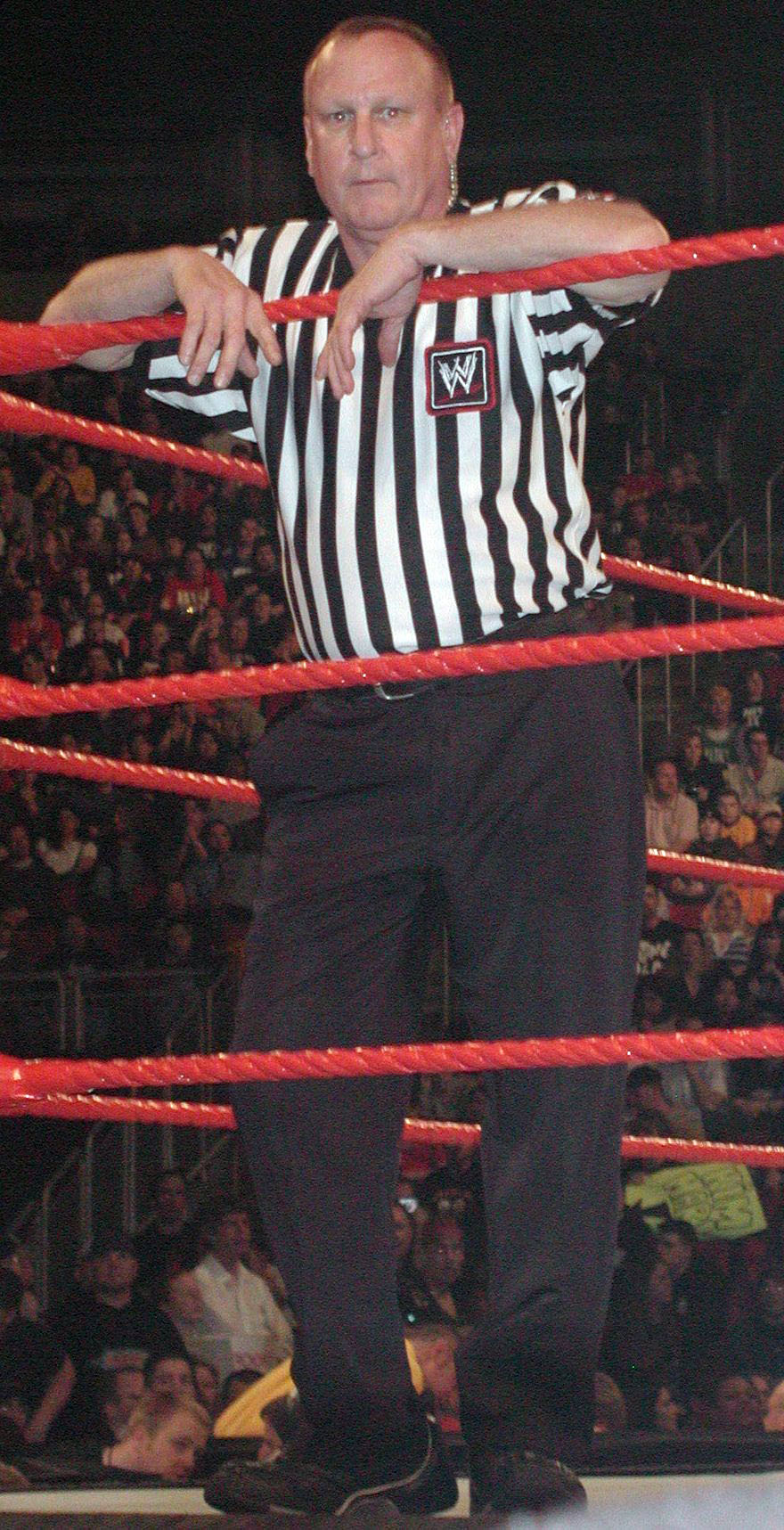
Эрл Хебнер — Рефери данного поединка

Молсон-центр в Монреале был полностью распродан, на нем присутствовало более 20 000 фанатов. В котором просочились слухи о скором уходе Харта из WWF, что, следовательно, усилило интерес фанатов к матчу. Смешанные сигналы и словесная война между Хартом, Макмэном, Майклзом и WCW ещё больше усилили ожидание. Эмоции также накалялись из-за соперничества Харта и Майклза и сюжетной линии «США против Канады». В то время как оба мужчины были сердечны друг с другом за кулисами, представители WWF приказали разместить большое количество агентов компании вокруг ринга в качестве меры предосторожности, если Харт решит напасть на Майклса или Макмэна в ответ на двойной крест. Крайне необычное для любого рестлинг поединка развертывание было объяснено по телевидению как необходимая мера предосторожности в связи с сильной враждебностью между персонажами Харта и Майклса.
Было также некоторое законное опасение, что Майклс может подвергнуться нападению во время запланированной драки в толпе фанатов, возмущенных его действиями по унижению канадского флага. Появление Майклса было встречено громким освистыванием, и, выйдя на ринг, он начал тереть канадский флаг о свою промежность, ковырял им в носу, а затем надул его — Майклз утверждает, что это осквернение флага было фактически предложено Хартом как эффективный способ привлечь тепло и эмоции. Ощутимый гнев фанатов сменился бурными аплодисментами, когда Харт вышел на ринг с канадским флагом и чемпионским поясом. Харт, однако, был явно встревожен, когда часть толпы, знавшая о его переходе в WCW, насмехалась над ним, скандируя «Ты продался!» По ходу матча.
Как только матч начался, Харт и Майклз вынесли поединок за пределы ринга в толпу, а за ними последовали Макмэн и представители WWF. По мере приближения кульминации матча два рестлера вернулись на ринг, в то время как представители WWF продолжали направлять все больше персонала на ринг. Подозрения Харта впервые возникли, когда он заметил, что Винса Макмэна не было за столом комментаторов, чтобы комментировать шоу, и что комиссионер Сержант Слотер стоял у ринга вместе с Винсом Макмэном. Тем не менее, матч продолжался. Как и планировалось, Майклс толкнул Хебнера перед собой, когда Харт спрыгнул с верхнего тернбакла, отправив всех троих мужчин на маты. Майклз и Харт оба встали, но Майклз нанес Харту удар пальцами в глаз, отправив Харта обратно на маты. Затем Майклз схватил Харта за ноги, выполнив шарпшутер.
В этот момент было слышно, как директор матча выкрикивает в наушники указания Хебнеру встать, но Харт не заметил ничего неладного. Майк Киода, судья, который должен был вбежать после того, как Хебнер упал, начал кричать в ответ, что Хебнер ещё не должен был вставать. Пэт Паттерсон отреагировал аналогичным образом, а Оуэн Харт и Дэйви Бой Смит, которые ждали, когда их подадут, остались за кулисами в состоянии замешательства. Затем многие зрители увидели, что Майклз взглянул на Хебнера, когда тот держал Харта в «Шарпшутере», что некоторые сочли доказательством того, что он участвовал в этом плане. Вопреки их согласованному плану, Майклс усилил захват и отказался предложить Харту свою собственную ногу, чтобы последний вырвался из захвата. В этот момент Хебнер поднялся на ноги, посмотрел на таймкипера Марка Йитона и крикнул: «Звони в колокол!» Затем Макмэн сильно толкнул Йитона локтем и крикнул: «Позвони в гребаный колокол!» Йитон позвонил в звонок как раз в тот момент, когда Харт потянулся вперед и схватил Майклза за ногу, который сломал захват и заставил Майклза упасть.
Затем заиграла музыкальная тема Майклза, когда диктор ринга объявил его победителем и новым чемпионом WWF. Хебнер уже покинул ринг и направлялся к выходу с арены. В комментариях можно услышать, как Джим Росс спрашивает: «Что случилось?» Мгновение спустя он говорит: "Брет Харт сдался в шарпшутере ". После первого момента шока Харт поднялся на ноги, подошел к апрону, где стоял Макмэн, и плюнул ему прямо в лицо, в то время как Майклс изобразил замешательство. Макмэн приказал Майклзу «забрать чертов пояс и убираться отсюда к чертовой матери!» Майклз покинул арену вместе с Бриско и Трипл Эйчем, и сигнал трансляции отключился почти сразу после того, как Майклз вышел, на последнем снимке крупным планом изображен логотип Survivor Series над входом. Макмэн и большинство других официальных лиц WWF также быстро пробрались за кулисы, когда разъяренный Харт разбил камеры, мониторы и оборудование на ринге. Присутствовавшие фанаты также начали вымещать свою ярость на Макмэне и чиновниках WWF; некоторые даже забросали их мусором, а некоторые, кто был достаточно близко, толкнули Майклса, когда он поспешил за кулисы. Оуэн Харт, Нейдхарт и Дэйви Бой вышли на ринг и поговорили с Бретом, успокаивая его. Харт продолжил выводить пальцем «W-C-W» и «Я люблю тебя» ликующим фанатам, прежде чем вернуться за кулисы.

## Реакция
В то время как большая часть зрителей в прямом эфире в Монреале сразу поняла, что произошло, и гневно отреагировала на это, телезрители были в значительной степени были сбиты с толку, поскольку Джим Росс быстро завершил комментирование шоу и Survivor Series вышел из эфира на четыре минуты раньше запланированного с прощальным изображением Майклса, держащего пояс в воздухе, куда он исчез за кулисами. Слухи и выражения удивления и шока распространились по всему Интернету почти сразу после окончания матча. Некоторые наблюдатели сочли это творческим и небывало отличным завершением матча. Другие наблюдатели за профессиональным реслингом размышляли о том, приведет ли весь эпизод к тому, что WCW станет доминирующим промоушеном в Канаде, где подавляющее большинство фанатов остались верны WWF, тем более что семья Харт работала с компанией.
Из документального фильма Харта видно, как Харт проследовал в раздевалку и допросил Майклза, который заявил, что ничего не знал о том, что произошло, и был также возмущен в равной степени. Макмэн заперся в своем кабинете вместе с Пэтом Паттерсоном и другими агентами. Марк Кэлвей, известный в профессиональном реслинге как Гробовщик, разъяренный Макмэном, постучался к нему в дверь. Открывшей дверь Макмэн, Кэлвею и тот сказал ему, что он должен извиниться перед Хартом. Как рассказывается в автобиографии Майклса, Макмэн велел ему никому ничего не говорить об этой проделке, потому что Макмэну нужно было, чтобы все думали, что в этом замешан только он. Майклс заверил, что он не будет носить титульный пояс на следующий день на Raw и откажется говорить что-либо унизительное о Харте, Харт заявляет в своей автобиографии, что Гробовщик и многие рестлеры поддержали его, и это стало бы мятежом. Харт направился в раздевалку, чтобы принять душ и переодеться, обнаружив, что Бриско, Слотер и Макмэн заперлись в кабинете последнего. Когда Макмэн зашел в раздевалку Харта и попытался объясниться, Харт сердито оттолкнул его и предупредил, чтобы он немедленно уходил, иначе рискует получить удар.
Завязалась перепалка, и Харт нанес Макмэну один удар, повалив его на пол. Хотя сын Винса, Шейн Макмэн, и Бриско недолго боролись с Хартом и Дейви Боем Смитом, Харт сказал им забрать Макмэна и уйти или вновь рискнуть с подобными последствиями. Харт сердито спросил Макмэна, не собирается ли он надуть его из-за зарплаты, которую ему все ещё причитается, на что пьяный Макмэн ответил отрицательно. В коридоре перед раздевалками тогдашняя жена Харта Джули сердито столкнулась с Трипл Эйчем и другими по поводу концовки, но Оуэн Харт увел её. У Макмэна был синяк под глазом и вывих лодыжки, который, по словам Брета Харта, это было результатом его удара, поднявшего Винса с пола, и Винс подвернул лодыжку, как только приземлился. Однако Макмэн и Бриско с тех пор заявили в WWE Confidential, что Бриско случайно наступил Винсу на ногу, которая, когда он попытался встать на ноги, немедленно вывихнул лодыжку и отправил его обратно на пол, от чего он получил сотрясение мозга, и назвал действия Бриско «комедией». Майклз и Triple H позже столкнулись и подверглись нападению разъяренных фанатов у Молсон-центра и в вестибюле их отеля.
В то время как Джим Нейдхарт, Дэйви Бой Смит и Оуэн Харт вылетели из Монреаля вместе с Бретом, Макмэн столкнулся с серьёзным давлением в раздевалке WWF. Большинство рестлеров были возмущены им и угрожали бойкотировать Raw или воовсе покинуть компанию. Макмэн выступил на собрании, пытаясь успокоить борцов, которые были возмущены тем, что Макмэн обманул ветерана WWF — многие опасались за свое будущее и с подозрением относились к Макмэну. Макмэн попытался объяснить, что Харт пренебрегал интересами компании. Отказываясь отказаться от титула в Монреале, Макмэн утверждал, что Харт ставит под угрозу будущее компании, создавая потенциально неловкую ситуацию, которая может повлиять на её судьбу. Потенциальный бунт был также подавлен советом Харта, рестлерам которые спросили его о бойкоте Raw или полном уходе из компании. Харт посоветовал им выполнить свои контрактные обязательства и не рисковать своим будущим из-за этого эпизода. В знак протеста Мик Фоли не присутствовал на шоу Raw следующей ночью, но после этого вернулся к работе из-за условий своего контракта.
Позже Харт прокомментировал в своей автобиографии, что если бы Фоули вернулся в WCW, он совершил бы карьерное самоубийство. Рик Руд, который недолго работал там менеджером сюжетной линии Майклса и был настоящим другом Харта, позвонил в WCW и сообщил Эрику Бишоффу о том, что произошло, а также вернулся в WCW через два дня после событий в Монреале, в основном из-за его отвращения к обращению с Хартом. Руд появился как на WWF Raw is War, так и на WCW Monday Nitro 17 ноября 1997 года. Усатый Грубиян появился на Nitro, который был в прямом эфире, и продолжил критиковать Майклса, DX и WWF, назвав компанию «Титаником» (отсылка на Titan Enterprises, как тогда называлась материнская компания WWF, как «тонущий корабль»). Час спустя на Raw (который был записан на пленку шестью днями ранее) Руд затем появился с окладистой бородой, которую он носил в течение последних нескольких недель в WWF. Из семьи Харт только Оуэн продолжал работать с компанией, будучи не в состоянии расторгнуть свой контракт.
На следующем вечернем Raw в Оттаве Майклс появился с титульным поясом WWF и исполнил фрагмент, в котором он хвастался перед аудиторией тем, как он победил Харта своим фирменным ходом в своей стране. Макмэн дал телевизионное интервью комментатору Джиму Россу, объяснив свою версию событий и сделав печально известное заявление: «Винс Макмэн не обманывал Брета Харта. Я искренне верю, что Брет Харт… облажался с Бретом Хартом». Майклс продолжил издеваться над Хартом в ближайшие недели, разыграл пародию на маленького человечка, одетого как Харт.
Как и ожидал Макмэн, в тот же вечер WCW обратилась к Харту и к последствиям неудачного выступления на Nitro в Колизее Мид-Саут в Мемфисе. Майк Теней и Тони Шавони резко раскритиковали Макмэна и Майклза за их действия. Шоу началось с того, что Бишофф упомянул о предстоящем прибытии Харта в WCW и его ударе Макмэна по лицу, а затем он использовал свою персону в эфире в качестве рупора Нового Мирового Порядка, чтобы заявить (кэйфебно), что Харт должен был присоединиться к NWO, как только он сможет подписать контракт с WCW. Голливуд Хоган, Кевин Нэш, Скотт Холл и остальные члены nWo стояли с канадскими флагами и пели национальный гимн Канады.
На Старркэйде 1997 года WCW снова применила этот трюк, когда Харт помешал Хогану уйти с поясом Мирового чемпиона WCW в тяжёлом весе. Он утверждал, что судья Ник Патрик сделал быстрый отчет и что он не допустит, чтобы Стинга облажали. Результатом стало то, что критики назвали антиклимаксом, поскольку большинство ожидало, что Стинг одержит чистую победу только благодаря мастерству. На Старркэйде 1999 года в конце матча между Голдбергом и Хартом приглашенный судья Родди Пайпер «позвонил в колокол», как только Харт поставил Голдберга на шарпшутер, несмотря на то, что Голдберг не сдавался.

## Наследие
«Монреальский облом» остается одним из самых громких подстав в истории профессионального реслинга и первой широко разрекламированным подставой в профессиональной реслинге в отличие от того, как Венди Рихтер проиграла Чемпионство WWF среди женщин Невероятной Муле в маске после денежного спора 25 ноября 1985 года. Это, пожалуй, самый спорный матч в истории WWF, последствия которого ощущаются более десяти лет спустя из-за его дурной славы и печально известного наследия, которое он оставил в компании. Харт подвергся остракизму со стороны Макмэна и позже отказался от предложений о введении в Зал славы WWF. Семья Харт выразила возмущение Макмэн и WWF за их пренебрежение и отсутствие мер предосторожности, которые могли бы предотвратить более поздний несчастный случай и смерть Оуэна Харта. В документальном фильме «Хитман Харт: Борьба с тенями» включали кадры бесед Макмэна с Хартом, в которых он подтвердил запланированный финиш и дисквалификацию и выразил решимость, чтобы Харт вышел «правильным путем» и как можно более дружелюбно — Макмэн не знал, что разговор записывается. На записях было показано как Харт отказался передать титул Майклзу.
Влияние Монреальского Облома определило дальнейшие сюжетные линии и соперничество. WWF успешно пользовались возмущением фанатов в отношении Макмэна в связи с инцидентом, создав образ «Мистера Макмэна» — авторитарного и высокомерного босса, который навязывал свою собственную волю и власть мятежным персонажам, таким как Ледяная Глыба Стив Остин. В рамках сюжетных линий Макмэн «обламывал» многих рестлеров, передавая титул исполнителю по своему усмотрению. Сюжет «Брет обломал Брета» вдохновила Макмэна сделать промо ролики, которые пользовались во время своей вражды с Остином. На Unforgiven: In Your House Макмэн сидел на ринге, стратегически расположенный рядом с таймкипером, во время защиты титула Остина против Дуди Лав, что заставило Остина сослаться на монреальскую шутку во время промо интервью. На Survivor Series (1998) — в первую годовщину облома — сын Макмэна Шейн, являлся судьёй этого матча, отказался от своего экранного восстания против своего отца и позволил своему отцу обломать Остина, отказавшись засчитывать поражение Остину против Мэнкайда. Позже тем же вечером, Макмэны обманули Мэнкайда в его главном матче за чемпионство WWF против Рока. Точно так же, как и в прошлом году, Скала удержал Мэнкайда в Шарпшутере, Макмэн призвал звонить в колокол, хотя Мэнкайд не сдавался. Рок был объявлен победителем путем представления и новым чемпионом WWF, полностью воспроизведя двойной крест Харта, на этот раз с переключением между соответствующими позициями фейса и хила.
С тех пор сюжетные линии в профессиональном реслинге, включая некоторые сюжетные линии, написанные WWE, продолжают ссылаться на неудачную работу всякий раз, когда матч за титул заканчивается при спорных обстоятельствах.

## Резолюция
В итоге WWF превзошел своего главного конкурента WCW, в условиях неуклонного спада бизнеса и корпоративного поглощения материнской компании (Time Warner) компанией America Online WCW была выставлена на продажу и куплена Винсом Макмэном в 2001 году, что вновь сделало WWF крупнейшей рестлинг компанией в Северной Америке. Переход Брета Харта в WCW в то время приветствовалось как крупный переворот для компании, но впоследствии оно не помогло использовать его популярность. В 2000 году активная реслинг карьера Харта закончилась после того, как он получил серьёзное сотрясение мозга во время матча с Голдбергом. После того, как Остин выиграл титул чемпиона WWF на Рестлмании XIV в 1998 году, Майклз был вынужден уйти в отставку на четыре года из-за серьёзной травмы спины. После длительного периода реабилитации Майклз вернулся на ринг в 2002 году на SummerSlam, и в конечном итоге ушел в отставку в 2010 году на WrestleMania XXVI, проиграв Гробовщику в матче карьера против стрика в мэин эвенте, но восемь лет спустя вышел с пенсии, на ещё один матч в Crown Jewel в 2018 году.
После нескольких недель спекуляций, на сайте WWE.com, в конце августа 2005 года было объявлено, что Харт и WWE договорились о сотрудничестве в создании DVD-проекта, повествующего о карьере Харта в рестлинге. В последующих интервью Харт объяснял свое решение желанием, чтобы его запомнили благодаря его легендарной карьере, которая длилась два десятилетия. Проект, получивший рабочее название Screwed: История Брета Харта (англ. Screwed: The Bret Hart Story), был переименован в Брет «Наемный убийца» Харт: Лучшее, что есть, лучшее, что было, лучшее, что когда-либо будет (англ. Bret «Hit Man» Hart: The Best There Is, the Best There Was, the Best There Ever Will Be). На DVD 2005 года, повествующем о его карьере, Харт и Бишофф оба отрицали, что его владение титулом WWF был фактором, повлиявшим на желание WCW подписать с ним контракт. В то время как Макмэн утверждал, что было взаимное сожаление, Харт защищал свои действия и утверждал, что он остался верен тому, что сделал. О DVD и своей карьеры Харт дал интервью Тодду Гришэму в выпуске программы Byte This! от 16 ноября 2005 года, что ознаменовало первое появление Харта в программировании WWE после монреальского облома.
Отказ Харта проиграть Майклзу в Монреале подвергся критике со стороны других, таких как Рик Флэр, который утверждал, что Харт был обязан отказаться от титульного пояса компании, которую он покидал (хотя сам Флэр был чемпионом мира WCW в тяжелом весе, когда он покинул компанию и подписал контракт с WWF в 1991, даже появился на телевидении с поясом NWA/WCW, но также уступил Чемпионство WWF Харту 12 октября 1992 года в Саскатуне, Саскачеван, на хаус шоу). Харт, однако, утверждает, что он был готов потерять титул где угодно и кому угодно, кроме Майклза в Канаде, учитывая, что в течение 1997 года его персонаж «Киллер»(Hitman) был создан как великий канадский герой. Поскольку его контракт с WWF истекал ещё через четыре недели, Харт утверждал, что у него было достаточно времени и несколько других возможностей отказаться от титула. Несколько источников утверждают, что Макмэн изначально предлагал Харту отказаться от титула на декабрьском Pay-per-view шоу In Your House в Спрингфилде, штат Массачусетс, или на январском Royal Rumble в Сан-Хосе, штат Калифорния.
Хотя Майклз выразил радость по поводу введения Харта в Зал славы в 2006 году, отношения Харта и Майклза оставались пронизанным антагонизмом. Майклз раскритиковал поведение и поведение Харта во время его работы в WWF в своей автобиографии 2005 года, сравнив Облом с «убийством мафии», а Харт заявил в своей автобиографии 2007 года, что он «никогда не простит» Майклза. В интервью перед церемонией посвящения Харт утверждал, что он уйдет с церемонии, если увидит где-нибудь Майклза на уик-энде WrestleMania 22. Майклс решил покинуть церемонию Зала славы пораньше, чтобы избежать возможных сцен. Харт не появился на шоу WrestleMania ни на мини-церемонии с другими выпускниками, объяснив в интервью, что он никогда не собирался присутствовать или появляться на шоу. Позже Харт вернулся на WWE television в выпуске Raw от 11 июня 2007 года, где он появился в записанном на пленку промо-ролике, высмеивающем «ночь благодарности» мистера Макмэна. Хотя в какой-то степени он смог примириться с Макмэном, Харт никогда не мирился с Майклзом. В радиоинтервью от 17 ноября 2008 года Харт высмеял версию Майклза об инциденте, сказав: «Шон сегодня такой христианин; и в своей книге он написал, что Винс нырнул, и что я даже не ударил его, и я подумал: „Этот парень такой лжец“. Интересно, какой он христианин?» На вопрос, видел ли он Майклза или разговаривал с ним с 1997 года, Харт ответил: «Нет. И я надеюсь, что никогда этого не сделаю… ради него».
Однако в 2009 году Брет Харт заявил в интервью Sky Sports, что он простит Майклза, если Шон извинится первым, сказав: «Что касается меня, то у меня больше нет особых проблем с этим. Если бы вы спросили меня об этом примерно год назад, я бы, вероятно, сказал что-то другое. Но сейчас я немного остыл. Я больше не хочу носить его с собой. Если бы он хотел извиниться, я бы это принял. Я бы двигался дальше, но я бы этого не забыл». Он также отметил матч Майклз-Гробовщик на WrestleMania 25, сказав, что гордится усилиями обоих исполнителей, несмотря на его личные чувства к Майклзу, он всегда с величайшим уважением относился к его способностям. Точно так же Майклз высоко оценил способности Харта, назвав его «чистой радостью» работая с ним на ринге.

### Возвращение Брета Харта в WWE

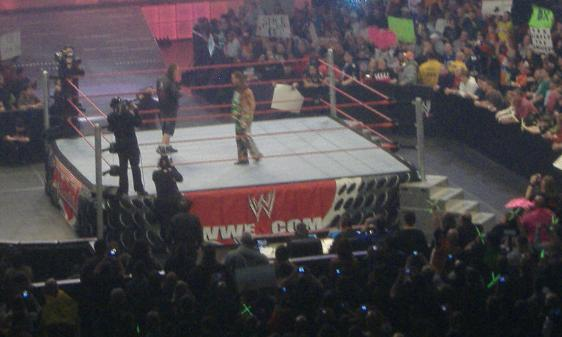
Харт и Майклз помирились на эпизоде WWE Raw 4 января 2010 года.

На эпизоде Raw от 14 декабря 2009 года Винс Макмэн вышел, чтобы объявить номинантов на звание приглашенного ведущего года на церемонию вручения премии Slammy Awards. После объявления Боба Баркера лауреатом премии Макмэн спросил приглашенного ведущего Денниса Миллера, кого бы он хотел видеть в качестве приглашенного ведущего на Raw. Миллер сказал, что хотел бы увидеть своего давнего кумира Брета Харта. Макмэн отклонил предложение Миллера, напомнив ему, что в последний раз Харт был в WWE, когда «Брет обломал Брета», и что он, вероятно, не был бы заинтересован в проведении шоу. Затем Миллер спросил аудиторию, хотели бы они видеть Харта в качестве приглашенного ведущего, под аплодисменты, но Макмэн просто ушел. 16 декабря Дейв Мельтцер из журнала Wrestling Observer Newsletter сообщил, что Харт подписал четырёхмесячный контракт с WWE и дебютирует в качестве приглашенного ведущего на Raw 4 января 2010 года. 28 декабря, сайт WWE.com подтвердил, что Макмэн будет на вечернем Raw, чтобы развеять слухи о том, что Харт будет ведущим шоу. В этот вечер Макмэн подтвердил, что Харт действительно будет приглашенным ведущим на эпизоде Raw от 4 января. А сайт WWE.com, опубликовал статью, вскоре после выпуска Raw от 28 декабря, которая намекала на «почти гарантированную встречу между председателем WWE и Наемным убийцей» (Hit Man).
4 января 2010 года Брет Харт вернулся на эпизод Raw и сразу же вызвал Майклза, чтобы закопать топор войны. Затем Харт и Майклз поделились своими обидами друг с другом, признав, что их матч по правилам Железный Человек (англ. Ironman match) на WrestleMania XII должен стать кульминацией их отношений, а не монреальским скандалом. Оба рестлера пожали друг другу руки, и Майклс повернулся, как будто хотел исполнить Sweet Chin Music, но вместо этого предпочел обнять Харта. В то время как многие сомневались в искренности их примирения, Харт подтвердил, что оно действительно было искренним, как и Майклз, и признал, что он чувствовал, что Майклз изменился как личность к лучшему. Позже ночью сюжетная линия между Хартом и Макмэном началась с того, что двое, казалось, сами помирились, но Макмэн впоследствии пнул Харта под дых: в реальной жизни Харт и Макмэн были в небольших отношениях с 2002 года, когда Макмэн позвонил Харту во время его восстановления после инсульта. Кульминацией вражды стала встреча на Рестлмании XXVI, в которой Харт победил Макмэна в матче, в котором участвовала семья Хартов. После матча, Харт продолжал периодически участвовать в телевизионных мероприятиях WWE. В мае 2010 года, Харт недолго владел титулом чемпиона Соединённых Штатов WWE, титул, который он завоевывал ранее четыре раза, все время своего пребывания в WCW. Это было первое чемпионское правление Харта в WWE со времен монреальского облома.
10 сентября 2012 года Харт появился на эпизоде Raw который проходил в Bell Centre в Монреаля, что ознаменовало его первое возвращение в то же здание, где произошел облом, где он принял участие в интервью с участием Джона Сины и чемпиона WWE CM Punk. Однако этот эпизод был омрачен настоящим сердечным приступом Джерри Лоулера в прямом эфире ранее вечером, от которого он в конце концов полностью выздоровел. Он также ненадолго появился во время Royal Rumble 2013 года, дав ободряющую речь Альберто Дель Рио перед его последним поединком за титул чемпиона мира в тяжелом весе с Биг Шоу. На эпизоде Raw от 27 мая 2013 года он был назван «Ночь благодарности Брета Харта» (англ. Bret Hart Appreciation Night). Брет был запечатлен вечером, разговаривающим с такими людьми, как Кейн, Дэниел Брайан и Сина, и других. В конце шоу Майклз и Лоулер вручили ему памятную доску о его карьере. На следующей неделе Брет принял участие в «WWE Inbox», веб-шоу, проводимом WWE на своем канале YouTube, где Брет отвечал на вопросы фанатов в Твиттере.

## Противоречия

### Различные версии провозглашенных участников данного события
В своей автобиографии 2005 года «Разбитое сердце и триумф: история Шона Майклза» (англ. Heartbreak and Triumph: The Shawn Michaels Story) Майклз заявил, что это была его идея: «Настала моя очередь вмешаться. — Я сделаю все, что ты захочешь. Мы просто снимем это с него. Я просто отклоню его или сделаю все, что потребуется. Ты говоришь мне, что нужно сделать. Вы и эта компания так многое терпели от меня. Моя преданность здесь, с тобой. Я сделаю все, что ты захочешь». «О чём мы говорим, Шон?» «Чего бы это ни стоило. Если нам придется сделать быстрый отчет или удержать его и сказать кому-нибудь позвонить в колокол, я сделаю все, что вы от меня хотите». В то время как спот с шарпшутером был предложен Хартом. «Мы все обговорили, и Брет придумал этот момент, когда я попадаюсь ему в шарпшутер, а затем он меняет ситуацию, дергая меня за ногу». Косвенным подтверждением этого утверждения является собственное свидетельство Харта в его автобиографии Hitman, что «Пэт Паттерсон сказал мне, что, по его мнению, было бы чертовски глупо позволить Шону схватить меня в Шарпшутере, а затем поменять меня на него», что указывает на то, что Паттерсон изначально предложил «Шарпшутер» для Брета. Однако в той же работе Харт также заявляет: «Я обнаружил, что сталкиваюсь с Джерри Бриско, кто, как я узнал позже, был тем, кто придумал всю эту чертовщину для Винса».
Добавляя к этой путанице, Винс Руссо утверждает в своей книге «Прощен (англ. Forgiven)», что именно он предложил Макмэну концовку матча: «Винс, мы все слишком усложняем», — сказал я. «Почему бы нам просто не сделать это? По ходу матча давайте устроим сцену, где Шон ставит Брета в свой собственный захват — Шарпшутер. Как только Шон закрепит его, пусть рефери позвонит в колокол, как будто Брет ушел …». В интервью YouShoot 2010 года Джим Корнетт рассказал, как он предложил Кену Шэмроку «обломать» Харта за титул, поскольку Харт, по сообщениям, готов был отказаться от титула и отдать его кому угодно, кроме Майклза — таким образом, невольно вводя Макмэна в заблуждение. Во время встречи перед шоу Трипл Эйч был первым человеком, который предложил обломать Харта в матче, однако в эпизоде «Темная сторона ринга» Вайсленда на Монреальский Облом Корнетт показал, что он был первым человеком, который специально предложил использовать шарпшутер Винсу Макмэну.

### Участие рефери Эрла Хебнера
Также в своей книге «Разбитое сердце и триумф» Майклз утверждает: "Было около семи часов, когда я вошел в раздевалку. Там было всего несколько человек, и никто из них не был близок к Эрлу. Он надевал свою судейскую форму, а я начал надевать ботинки. — Эрл, мне нужно, чтобы ты выслушал меня очень внимательно. — я говорил очень тихо. «Сегодня вечером мы резко меняем планы. Я собираюсь взять Брета в Шарпшутер, и мне нужно, чтобы ты позвонил в колокол». Однако Хебнер утверждает, что Бриско был тем человеком, который рассказал ему об этом плане. А в интервью подкасту Брюса Причарда Something to Wrestle Бриско подтверждает, что рассказал Хебнеру о секретном плане и заставил его предать Харта.

### Участие Пэта Паттерсона
Далее Майклз утверждает в книге «Разбитом сердце и триумфе», что во время планирования ему сказали: «Это ни с кем нельзя обсуждать. Пэт не должен знать, никто не должен знать об этом, кроме нас троих прямо сейчас». «У нас была встреча, и когда все уходили, Винс попросил меня, Хантера и Джерри Бриско, давнего агента и близкого доверенного лица Винса, остаться. Мы сели и поговорили» и «Пэт был с нами в комнате, и он понятия не имел, что должно было произойти. У него были крепкие отношения с Бретом. Он бы этого не сделал, и Винс это знал. Вот почему он не сказал Пэту…». Однако в онлайн-отчете Дэйва Мельтцера о событиях до, во время и после Облома он заявляет: «Винс Макмэн провел встречу в отеле с Джимом Россом, Джимом Корнеттом, Пэтом Паттерсоном и Майклзом. Сообщается, что по крайней мере двое из вышеупомянутых лиц выглядели крайне неловко, покидая собрание», что наводит на мысль о том, что Паттерсон, возможно, действительно был замешан в этом деле. Это подтверждается статьей Уэйда Келлера в Pro Wrestling Torch от 15 ноября 1997 года, в которой говорится: «Однако в субботу вечером на втором этаже отеля Montreal Marriott состоялась двухчасовая встреча с Макмэном, Джимом Россом, Пэтом Паттерсоном, Джимом Корнеттом и Майклзом. В тот вечер Брет выступал в Детройте. Есть другие мнения, что на этой встрече Макмэн предложил идею финиша тому, кто из этой группы ещё не был в этом замешан. Росс и Паттерсон пришли на встречу в хорошем настроении, и когда после этого их увидели в вестибюле отеля, говорили, что они были раздражительными, несчастными и потрясенными».
Кроме того, Харт заявляет в Hitman, что во время разговора с Майклзом: «Я добавил: „Я также хочу, чтобы вы знали, что у меня нет проблем с тем, чтобы отдать пояс вам, если это то, чего хочет Винс“. Он свирепо посмотрел на меня в ответ. „Я ценю это, но я хочу, чтобы ты знал, что я не хочу делать то же самое для тебя“. А затем он ушел. Джим [Нейдхарт] фыркнул: „Я не могу поверить, что он только что это сказал“. Я ни за что не мог отдать ему пояс сейчас: он только что проявил полное неуважение не только ко мне, но и к положению чемпиона…» Этот обмен подтвержден в отчете Дэйва Мельтцера: «Во время встречи Харт сказал Майклзу, что был бы рад заменить его в конце забега, но Майклз категорически заявил Харту, что не отплатит ему тем же. Майклз и Харт снова поговорили на эту тему 10/12 в Сан-Хосе, когда Майклз снова сказал Харту, что не собирается выполнять за него работу»." Кроме того, в «Прощенном» Винс Руссо заявил: «Что ж, здесь нет ничего удивительного — Брет отказался выполнять работу (его прижали) для Шона в Канаде. Не потому, что он был непрофессионалом, а потому, что, по словам Брета, Майклз сказал, что не будет иметь с ним дела (что было бы правильно для компании на ринге) из-за того, как он к нему относился».

### Легитимность
Некоторые в бизнесе считают, что «Монреальский Облом» был ворком, в которой Харт действовал в сотрудничестве с Макмэном. Давний журналист pro wrestling Билл Аптер, а также ветераны индустрии Кевин Нэш, Скотт Холл, Бам Бам Бигелоу, Роуд Догг, Джордж Стил, Крис Каньон, Стив Корино, Тони Мамалуке, Джастин Кредибл, Пол Берер и Санни, официально заявили, что, по их мнению, так оно и было (Санни сообщила, что её бывший бойфренд Крис Кандидо, также присоединился к этому событию). Шон Майклз вспоминал, как люди за кулисами говорили, что эта работа «должна была быть работой», и утверждал, что Макмэн «нырнул» и «продавался так, как он продается по телевизору», когда Харт ударил его после инцидента. Эрла Хебнера, который был судьей поединка, спросили в 2019 году, считает ли он, что Харт «участвует в работе», на что он ответил: «Я действительно участвую… Я больше не собираюсь лгать об этом».
Джерри Лоулер, который был комментатором данного матча около ринга, счел весьма правдоподобным, что Харт работал с Макмэном. Эту позицию разделял племянник Харта Тедди, а также его бывшие коллеги Demolition (Ax и Smash), «Дорожный Воин» Зверь, Стив Блэкман, Грегори Хелмс и Шон Уолтман. Уолтман, который утверждал, что хорошо знал Харта, был сбит с толку тем, как Харт мог не заметить эту выходку «за миллион миль», и чувствовал, что существует «высокая вероятность» того, что инцидент был подстроен. Уолтман добавил, что Харт никому бы не рассказал, включая свою жену, о своем участии, и сделал вывод: «Я думаю, что [эта авантюра] была настолько разрозненной, что парни, которые были в ней замешаны, даже не знают, кто ещё был». The Pro Wrestling Torch сообщил, что, помимо бизнеса, «многие фанаты рестлинга» считают, что эта авантюра являлась ворком.

## Cм. также
- Обратная сторона ринга («Монреальская подстава»)